# 김일성광장
김일성광장(金日成廣場)은 조선민주주의인민공화국 평양직할시에 위치한 중앙광장으로, 대동강의 서쪽에 있으며, 인민대학습당이나 대동강을 통해 주체사상탑을 마주보고 있다. 한국 전쟁으로 완전히 피폐해진 평양을 다시 개발, 대대적인 수리 작업에 들어가며 처음으로 설계되었다. 1954년 8월에 착공되었고, 그 명칭은 조선민주주의인민공화국을 건국한 김일성을 기념하기 위해 붙여졌다. 면적은 75,000m2로, 약 10만 명에 달하는 인원을 수용할 수 있으며 세계에서 37번째로 큰 광장이다. 광장 바닥은 화강암으로 되어 있다.
이 광장에서는 조선민주주의인민공화국의 축제, 집회, 정치 문화 활동, 군사퍼레이드 등이 이루어지는데, 김일성광장과 관련된 장면은 외국 방송에서 조선민주주의인민공화국과 관련된 내용이 등장할 때에 사용되기도 한다. 광장 중앙에는 김일성, 김정일의 초상화가 전시되어 있다. 2012년까지는 카를 마르크스, 블라디미르 레닌의 초상화가 전시되었다.

## 개요
김일성 광장은 대동강 서편, 평양의 한복판에 자리하고 있다. 중화인민공화국의 톈안먼 광장과 그 설계가 유사하고, 실제로도 비슷한 용도로 사용되고 있다. 광장은 완공된 이후, 국가의 중대한 행사나 기념식 때 주로 활용되었는데, 가장 대표적으로 국가의 무력을 대내외적으로 과시하기 위한 군사 열병식 등이 있다. 김일성광장에는 강을 활용한 극적인 설계 구조를 가지고 있는데, 예를 들어 김일성광장 끝에서 강 건너편에 있는 주체사상탑을 마주볼 시, 탑이 강 건너에 있는 것이 아니라 광장 반대쪽 끝에 있는 것처럼 보이는데, 이는 광장 중앙의 바닥이 강변의 바닥보다 약간 더 낮기 때문이다. 광장 주변에는 여러 가지 건물들이 모여 있는데, 가장 대표적인 것이 바로 인민대학습당이다.
한때 카를 마르크스와 블라디미르 레닌의 초상화가 걸려있던 곳에는 현재 김일성, 김정일 부자의 초상화가 걸려있다. 김정일의 통치 시기에는, 조선민주주의인민공화국의 모든 공공장소들이 대부분 그랬듯이 오직 김일성의 초상화만이 걸려있었으나, 김정일이 죽고 난 이후에는 우상화 정책의 일환으로 김정일의 초상화도 김일성 옆에 함께 걸리게 되었다. 참고로 광장의 남쪽 끝에 있는 국기 게양대는 2013년에 공공 행사용으로 만들어졌다.

## 방송
- 걸어서 세계속으로 572회 - 평양 속으로 (2018년 9월 15일)

## 사진

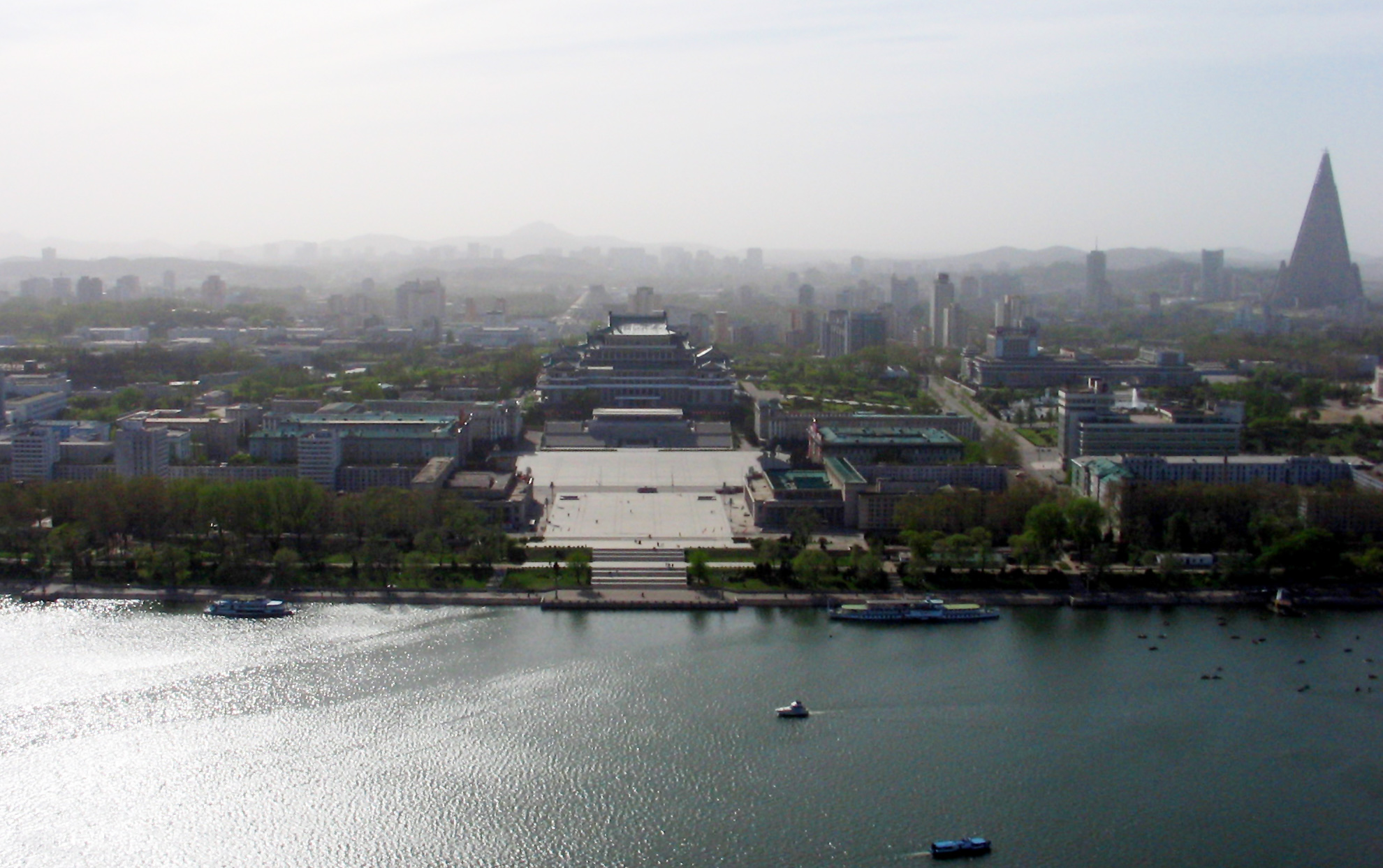
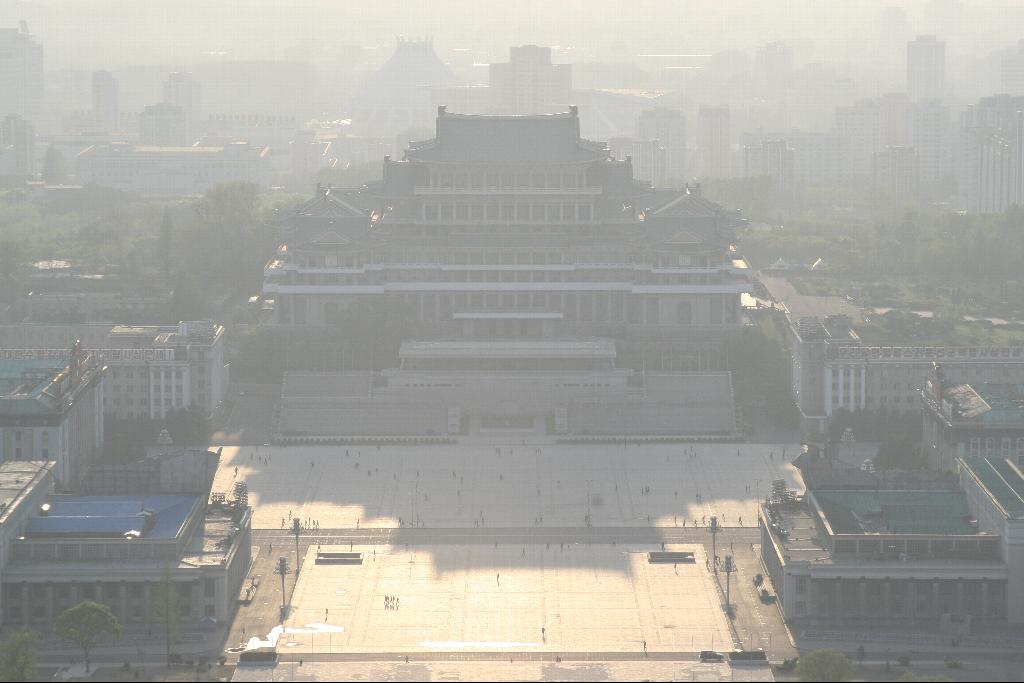
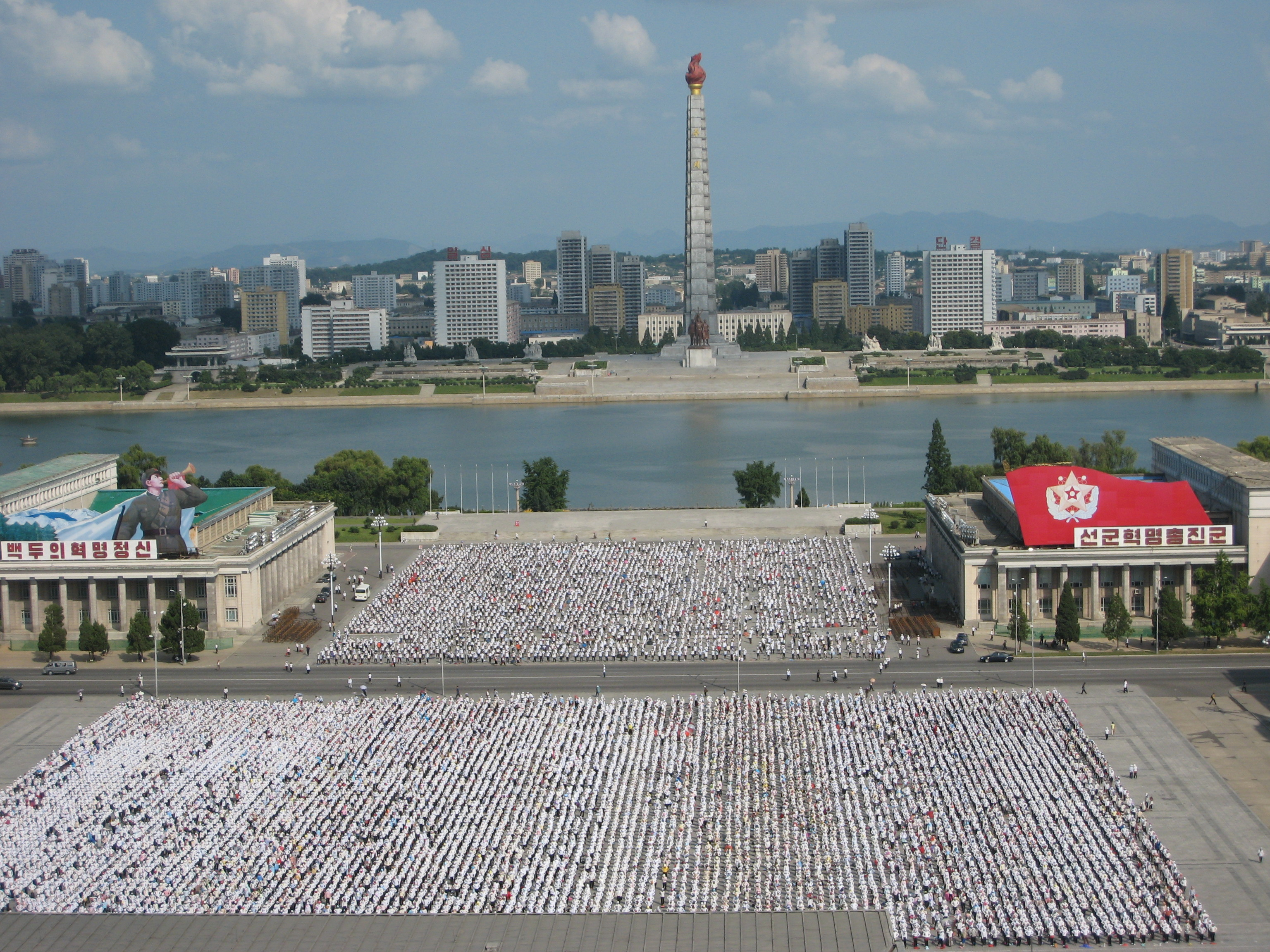
대동강과 주체사상탑 넘어 보이는 김일성광장
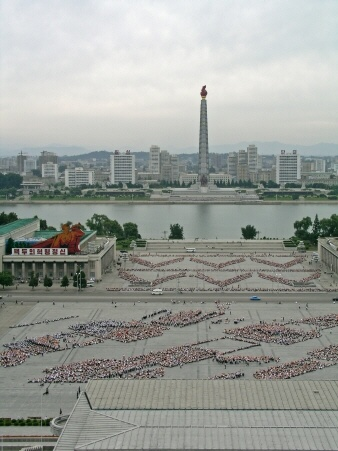
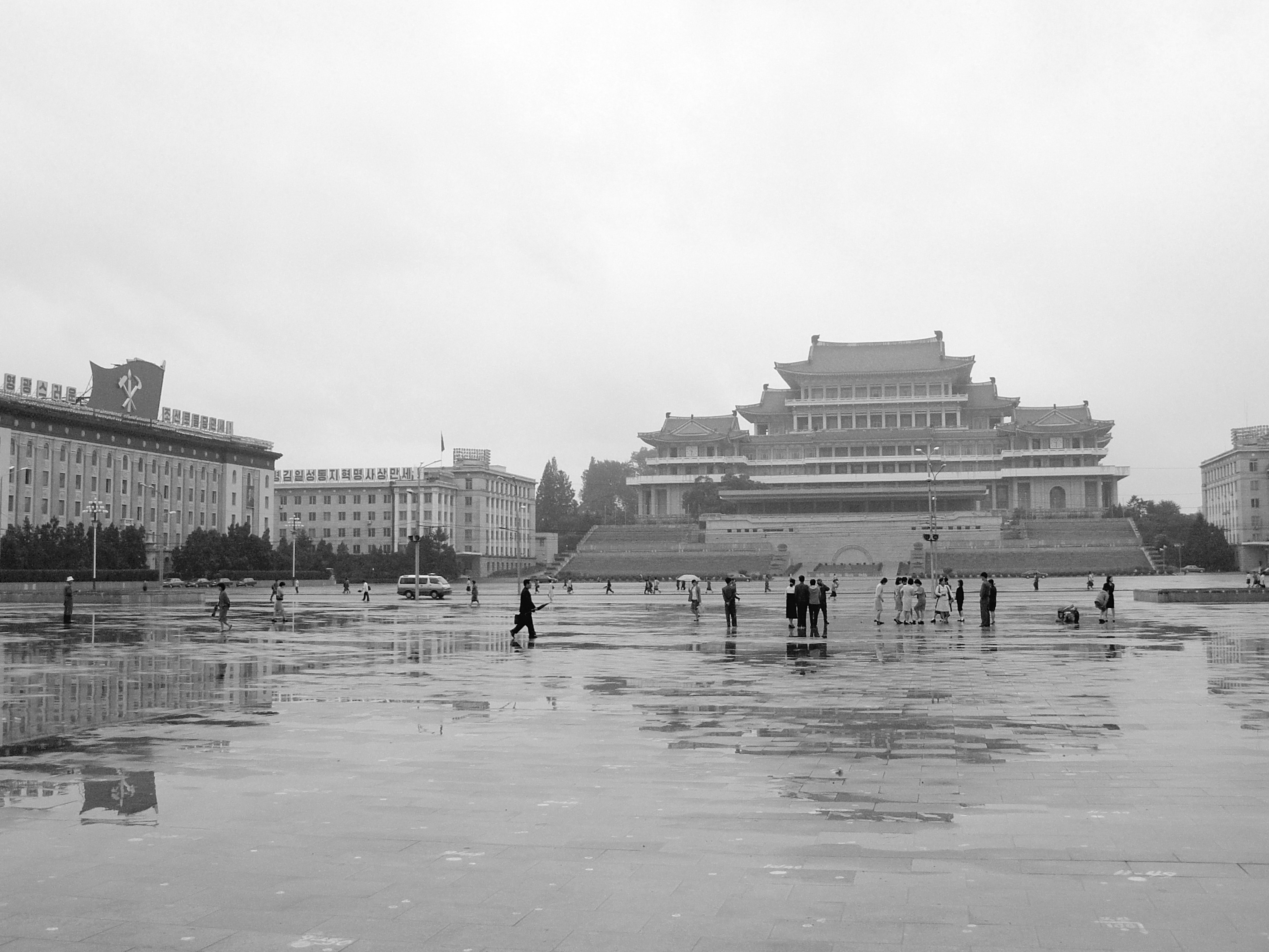

## 주변
- 인민대학습당
- 주체사상탑